# Bürgerkrieg in Liberia
Der Bürgerkrieg in Liberia dauerte 14 Jahre lang von 1989 bis 2003. Es handelte sich einerseits um ethnische Konflikte zwischen den Volksgruppen in Liberia, andererseits um den Kampf zwischen Kriegsherren (Warlords) um die politische Macht und um die Rohstoffe des Landes.

## Hintergrund und Vorgeschichte
Während der Herrschaft des als charismatischen Führer verehrten Präsidenten William S. Tubman erlebte Liberia seit den 1950er Jahren einen wirtschaftlichen Aufschwung, der besonders durch ausländische Investitionen und Unternehmen bewirkt wurde. Tubman war in den letzten Jahren seiner Präsidentschaft bemüht, auch die meist unterentwickelten Gebiete des Hinterlandes zu fördern, er ließ mehrere Regierungsprojekte ausarbeiten, die jedoch wegen der hohen Staatsverschuldung nur zögerlich umgesetzt werden konnten, somit blieb die Kluft zwischen der Küstenregion und dem Hinterland weitgehend erhalten. Tubmans Nachfolger Tolbert wurde von der Weltbank und dem Internationalen Währungsfonds unter massiven Druck gesetzt, die bereits hochverschuldete liberianische Wirtschaft zu modernisieren.
Die von Tolbert angeforderten Finanzhilfen zwangen seine Regierung, vordringlich Entwicklungshilfe- und Wirtschaftsprojekte in Angriff zu nehmen und ausländische Finanzkontrolleure in den eigenen Behörden zu dulden.

### Die Reisunruhen von 1979
Eines der Landwirtschaftsprojekte sollte den zusätzlichen Anbau von Kaffee und Kakao, die im internationalen Handel weit höhere Erlöse als der traditionelle Reisanbau einbrachten, fördern. In der Folge kam es bereits nach zwei Jahren zum Zusammenbruch der Reisversorgung in Liberia, da viele Bauern auf Anraten der Regierung ihre Reisanbauflächen mit Kaffee- und Kakaosträuchern bepflanzt hatten, ohne die im Projekt eigentlich vorgesehene Urbarmachung von Brachland vorgenommen zu haben.
Zeitgleich vernichteten Naturkatastrophen in der Sahelzone die Ernten vieler ost- und zentralafrikanischer Staaten, der Reispreis auf dem Weltmarkt erhöhte sich deshalb kontinuierlich und Liberia konnte die fehlenden Mengen nicht mehr am Weltmarkt beschaffen.
Die Versorgungslage wurde im Frühjahr 1979 besonders kritisch, als die Tolbert-Regierung den staatlich regulierten Handelspreis für Reis drastisch anhob, um den Reiskonsum zu deckeln. Reis gilt als das Grundnahrungsmittel der Liberianer, daher kam es ab dem 15. April zu gewaltsamen Protesten und Ausschreitungen, die besonders in der Hauptstadt Monrovia und den größeren Städten zu registrieren waren.

### Machtkampf in der Tolbert-Regierung
Mit den „Reisunruhen“ war das Vertrauen in Präsident Tolbert geschwunden und selbst innerhalb seiner Regierung kam es bereits 1979 zu ersten Spannungen und Machtkämpfen, da man keinen kurzfristigen Ausweg aus der Misere finden konnte. Oppositionskräfte riefen für Anfang März 1980 zum Generalstreik auf, dies führte zur weiteren Verschärfung der Lage in der Hauptstadt Monrovia. Bei Polizeieinsätzen zur Auflösung von Protestkundgebungen wurden fast 100 Demonstranten getötet.
Am 10. März 1980 wurde die schwerste Krise der Tolbert-Regierung durch die Verhaftung des Ministers George Boley manifest. In einem sofort eröffneten Standgerichtsverfahren, welches Justizminister Joseph Chesson gegen ihn eingeleitet hatte, wurde Boley des Hochverrates für schuldig gesprochen und zum Tode verurteilt. Dieser Justizskandal veranlasste eine kleine Gruppe um den Sergeanten Samuel K. Doe, der wie Boley ein Angehöriger des Volkes der Krahn war, einen Militärputsch zu wagen, bei dem der bisherige Präsident Tolbert, ein Teil seiner Minister und Staatsbeamten getötet wurden. Der Putsch gelang, weil Tolbert nicht gewillt und in der Lage war, tiefgreifende politische und wirtschaftliche Reformen zu Gunsten der unterprivilegierten Völker Liberias umzusetzen. Mit Tolbert endete die Ära des Einparteienstaates, in dem die True Whig Party, ursprünglich die Organisation der aus den USA zurückgekehrten ehemaligen Sklaven, über die anderen Ethnien des Landes herrschte.

### Liberia unter Präsident Doe
Unmittelbar nach dem Putsch Does erwarteten viele Liberianer und die afrikanischen Staaten einen militärischen Gegenschlag der USA, wie er später bei den Konflikten in Grenada oder Panama auch erfolgte, doch die US-Außenpolitik war 1980 bereits durch die unvorteilhaften Entwicklungen in Nicaragua, Honduras, El Salvador und durch die Aktivitäten Manuel Noriegas in Panama abgelenkt und setzte entsprechende Schwerpunkte in Mittelamerika. Möglicherweise wurde diese militärische Option verworfen, da Liberia wirtschaftlich und finanziell vollkommen von den USA abhängig war. Tatsächlich spitzte sich die ökonomische Lage Liberias unter Präsident Doe weiter zu. Angekündigte soziale Verbesserungen und kleine Wohltaten, die Does Herrschaft bei den Liberianern in ein besseres Licht rücken sollten, hatten nur geringen Erfolg. Als Folge der angekündigten Demokratisierung musste Doe sich auch mit der parlamentarischen Opposition auseinandersetzen.
Ein Freund und Mitorganisator von Does Militärputsch war Thomas Quiwonkpa, ein ehrgeiziger Offizier aus dem Volk der Gio. Doe beförderte ihn nach der Machtergreifung umgehend zum General und ernannte ihn zum Chef der liberianischen Armee und Verteidigungsminister. Als Quiwonkpa Jahre später Does eingeschlagenen politischen und wirtschaftlichen Kurs nicht mehr zustimmen wollte, kam es zum Bruch. Nach seiner Entlassung floh Quiwonkpa ins Exil nach Sierra Leone und bereitete von dort zwei Putschversuche vor, um seinen ehemaligen Gefährten zu stürzen. Nachdem ein erster Anschlag am 1. April 1985 durch einen gekauften Attentäter Nelson Toe (Mitglied der Präsidentengarde) kläglich gescheitert war, leitete Quiwonkpa den zweiten Überfall am 12. November 1985 persönlich, doch auch dieser Versuch wurde von der loyalen Präsidentengarde vereitelt. Der flüchtige Quiwonkpa wurde auf der Flucht gestellt, mehrfach gefoltert und am 15. November 1985 exekutiert, sein Leichnam wurde anschließend verstümmelt. Die Tat General Quiwonkpas diente Doe letztlich als Vorwand, um massiv gegen Regimegegner und Minderheiten vorgehen zu können, hiervon waren in besonderem Umfang die Gio betroffen. Dieses willkürliche und brutale Vorgehen forderte über 1000 Tote und war der Auslöser des eigentlichen Liberianischen Bürgerkrieges.

## Verlauf

### Erster Bürgerkrieg 1989–1996

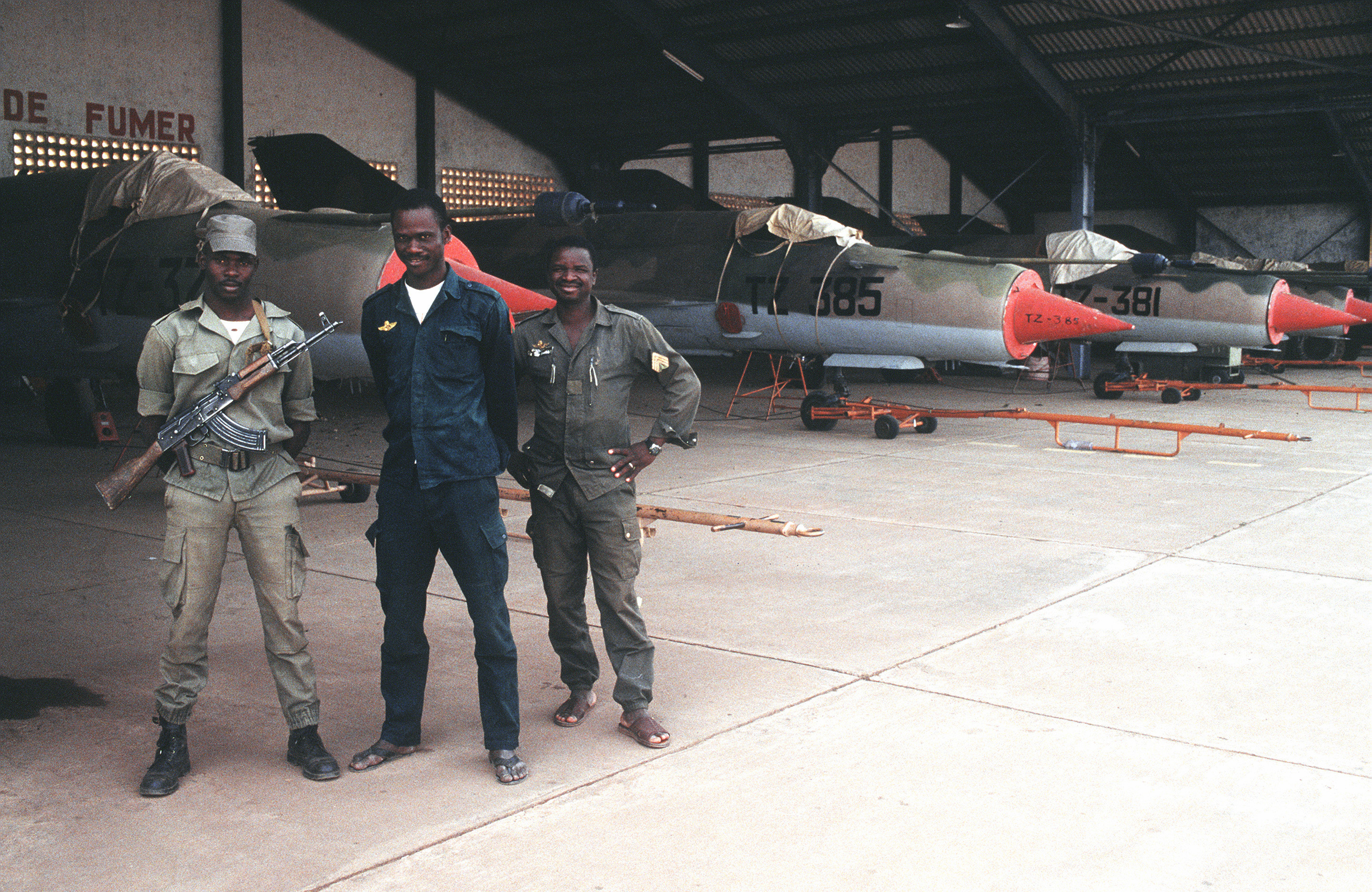
Abfangjäger MiG-21 der Luftstreitkräfte von Mali zur Unterstützung der ECOMOG-Streitkräfte in einem Hangar des Flughafens Bamako, 1997

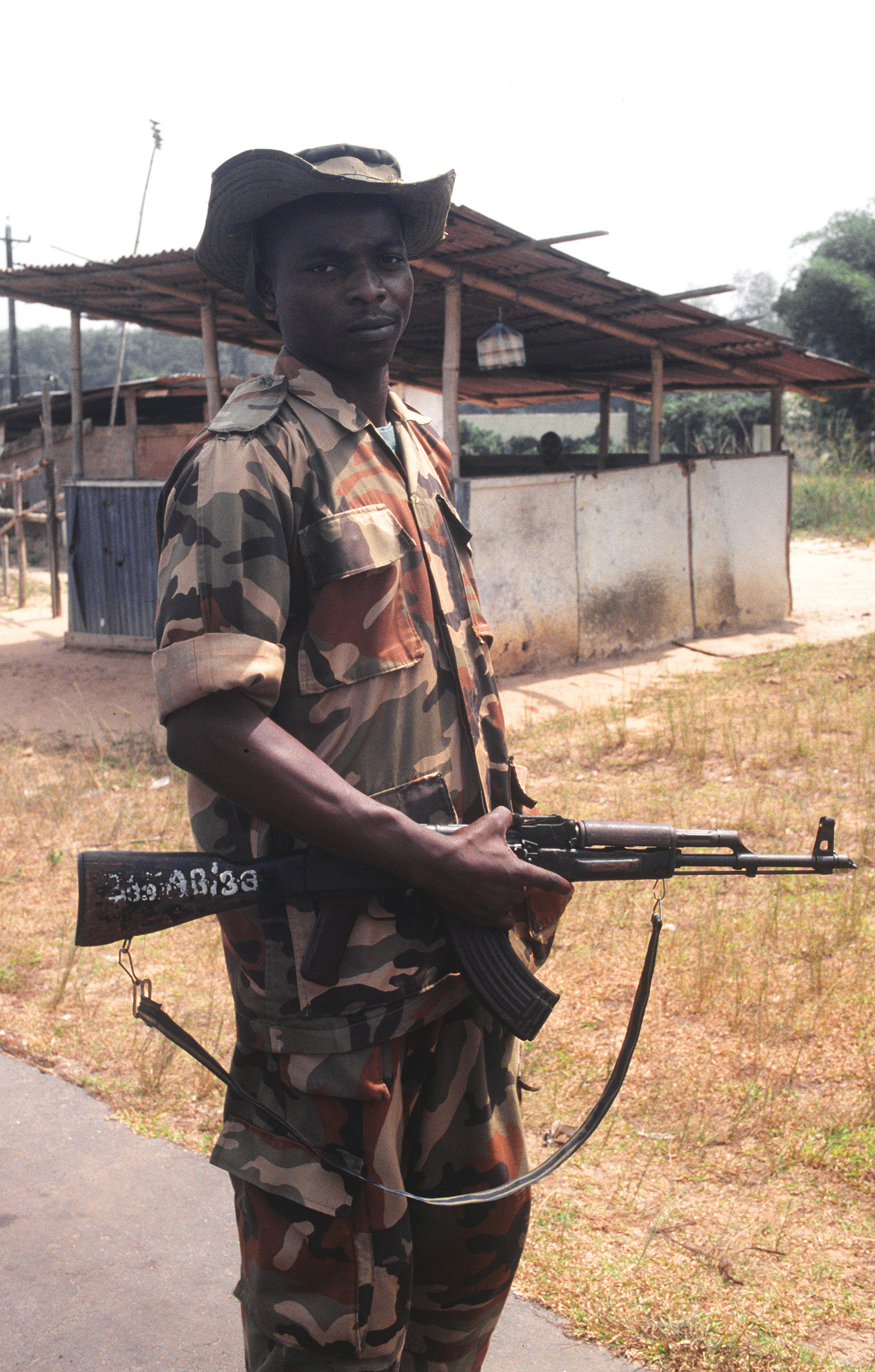
Nigerianischer ECOMOG-Soldat in Liberia 1997

Ab 1989 begann die von Charles Taylor – gemischter, ameriko-liberianischer und indigen liberianischer Abstammung – geführte National Patriotic Front of Liberia (NPFL) von der benachbarten Elfenbeinküste aus einen bewaffneten Aufstand gegen Samuel Doe. Dieser wurde schnell besiegt und im folgenden Jahr durch einen Verbündeten Taylors, Yormie Johnson, zu Tode gefoltert. Johnson spaltete sich später mit seinen Anhängern von Taylor ab und gründete die Independent National Patriotic Front of Liberia INPFL. Es wurde eine Übergangsregierung unter Amos Sawyer gebildet.
Daraufhin gründeten die Anhänger Does, vor allem Krahn und Mandinka, die Rebellenorganisation United Liberation Movement of Liberia for Democracy ULIMO. Die Kämpfe flammten nun mit noch größerer Grausamkeit gegen die Zivilbevölkerung wieder auf, besondere Berühmtheit erwarb sich dabei der jugendliche Warlord Joshua Milton Blahyi – berüchtigt als General Butt Naked – der mit seinen Kindersoldaten 20.000 Menschen umgebracht haben soll und bis 1996 in einer Phase der satanischen Besessenheit gelebt habe.
Die Kämpfe zwischen NPLF, INPLF und ULIMO setzten sich fort. Der liberianische Bürgerkrieg war hierbei auch mit dem Bürgerkrieg im benachbarten Sierra Leone verbunden, wo Charles Taylor die RUF-Rebellen unterstützte und mit „Blutdiamanten“ gehandelt haben soll. Libyen und Burkina Faso unter Blaise Compaoré beteiligten sich durch Unterstützung der Truppen Taylors. Die UN verhängten ein Embargo über Liberia, das die Zulieferung von Kriegsmaterial unterbinden sollte, aber auch zu Lebensmittelknappheit im Land beitrug.
Truppen der Westafrikanischen Wirtschaftsgemeinschaft ECOWAS (ECOMOG) griffen auf Seiten der Übergangsregierung in den Konflikt ein, um den Frieden wiederherzustellen. Es gab mehrfach Anläufe zu Waffenstillstands- und Friedensabkommen, die aber gebrochen wurden. Auch hatten die Warlords kein sehr großes Interesse an einem baldigen Frieden, zumal sie sich inmitten der Kriegswirren an den Rohstoffen des Landes bereichern konnten.
Der erste Bürgerkrieg dauerte bis 1996 sieben Jahre an, bis in jenem Jahr in Abuja in Nigeria ein Friedensabkommen geschlossen wurde. 1997 wurden Wahlen durchgeführt, bei denen Charles Taylor mit etwa 75 % der Stimmen zum Präsidenten gewählt wurde. Diese Wahlen wurden als frei und fair beurteilt, wobei viele Taylor im Glauben wählten, er würde im Falle einer Niederlage den Bürgerkrieg wieder beginnen.

### Zweiter Bürgerkrieg 1999–2003

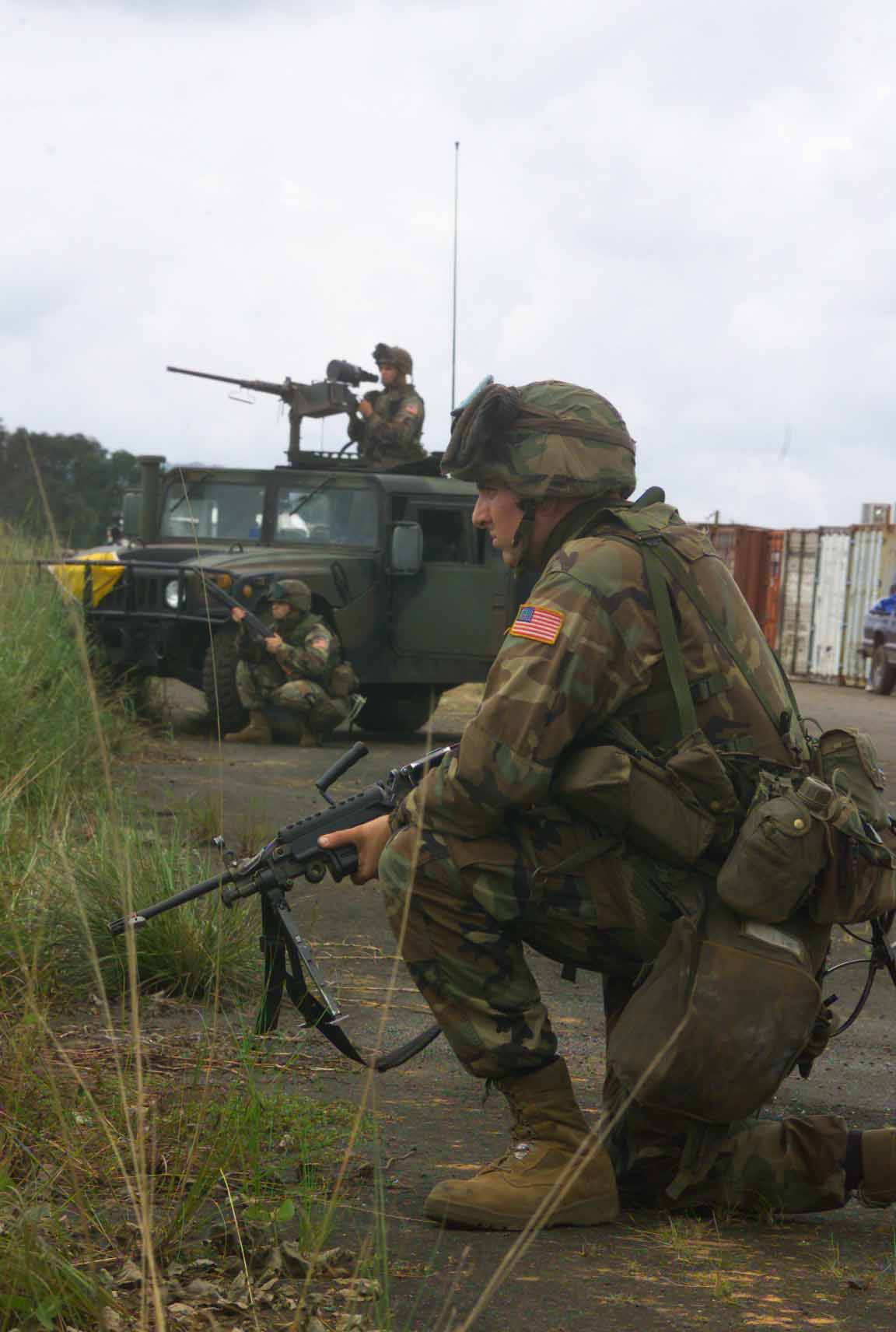
U.S.-Marines sichern den Roberts International Airport, 2003

Die Gegner von Charles Taylor wollten sich mit dessen Wahlsieg und bisweilen autoritärer Regierungsausübung nicht abfinden. So bildete sich 1999 im Norden Liberias die Rebellengruppe Liberians United for Reconciliation and Democracy (LURD), die gegen die Regierung kämpfte. Diese bestand hauptsächlich aus Mandinka und Krahn und wurde von der Regierung Guineas gefördert. 2003 kam die Movement for Democracy in Liberia (MODEL) hinzu, welche von der Elfenbeinküste aus operierte und von der dortigen Regierung unterstützt wurde. Im Sommer 2003 kontrollierte die Regierung noch ein Drittel des Landes. Zugleich wurde ein internationaler Haftbefehl gegen Taylor wegen der Beteiligung an Kriegsverbrechen der RUF in Sierra Leone ausgestellt.
Auf Druck der LURD und MODEL, der US-amerikanischen Regierung und der ECOWAS willigte Taylor schließlich ein, zurückzutreten und Liberia zu verlassen. Der nigerianische Präsident Olusegun Obasanjo sicherte ihm hierbei ein sicheres Exil in seinem Land zu. Die Rebellen stellten den bewaffneten Kampf ein, und es wurden US-amerikanische, UN- und ECOWAS-Friedenstruppen stationiert (siehe UNMIL).
Es wurde eine Übergangsregierung unter dem vormaligen Vizepräsidenten Moses Blah eingesetzt, später wurde Gyude Bryant Übergangspräsident. In den Wahlen 2005 wurde Ellen Johnson-Sirleaf zur Präsidentin gewählt. 2006 wurde Charles Taylor an den UN-Sondergerichtshof für Sierra Leone überstellt, von dem er 2012 wegen Kriegsverbrechen zu 50 Jahren Haft verurteilt wurde.

## Folgen
Zwischen 1989 und 2003 starben schätzungsweise zwischen 150.000 und 250.000 Liberianer infolge des Bürgerkrieges und die Hälfte der Bevölkerung wurde gewaltsam vertrieben. Auf allen Seiten wurden Kindersoldaten eingesetzt. Es wurde von Gräueltaten wie Kannibalismus von Seiten der Kämpfer berichtet, die auf traditionelle „Ritualmorde“ zurückgehen sollen.
Seit der Beruhigung der Lage sind die meisten Binnenvertriebenen an ihre Heimatorte zurückgekehrt; die liberianischen Flüchtlinge in den Nachbarländern haben sich teilweise dauerhaft dort niedergelassen, teilweise beginnen sie ebenfalls zurückzukehren.
Der Bürgerkrieg hatte schwerwiegende Auswirkungen auf die Wirtschaft Liberias, die bis heute anhalten. Die Arbeitslosigkeit liegt bei ca. 85 %.

## Liberianer im Exil
Bereits der von Doe angeführte Putsch führte zur Flucht zahlreicher Liberianer, die sich in der Folge überwiegend in die USA in das Exil begaben. Als Sammelbecken und Interessenvertretung wurde dort die Union of Liberian Association in the Americas (ULAA) gegründet, deren gegenwärtiger Präsidenten Anthony Kesselly als Lobbyist für sein Heimatland tätig ist.

## Kriegsverbrecher-Prozesse
Die juristische Bewältigung der zahllosen Kriegsverbrechen stellt die internationale Justiz vor zahlreiche Probleme und hat auch Konsequenzen für den weiteren Aufbau des zerstörten Landes, da die im Lande verbliebenen Konfliktparteien eine nach ihrer Meinung ungerechtfertigte Verurteilung ihrer Anführer nicht hinnehmen wollen.
Gegenwärtig werden folgende Prozesse geführt oder vorbereitet:
- Der Prozess gegen Charles Taylor fand vor dem Special Court for Sierra Leone statt, einem eigens eingerichteten, internationalen Sonderstrafgerichtshof.[12]
- Charles ‘’Chukie’’ Taylor junior, Sohn des ehemaligen Präsidenten, wurde 2009 von einem regulären Bundesgericht in Miami wegen Kriegsverbrechen zu einer 97-jährigen Haftstrafe verurteilt.[12]
- Das Verfahren gegen den liberianischen Warlord und US-Bürger George Boley wegen Teilnahme an Kriegsverbrechen – insbesondere der Kampfeinsatz von Kindersoldaten – wurde in New York vorbereitet,[12] später eingestellt und Boley wurde 2012 aus den USA ausgewiesen.
- Der Internationale Gerichtshof unterstützt die Gründung eines Liberianischen Gerichtshofes zur juristischen Aufarbeitung und Bewältigung der Kriegsverbrechen.[12]